# Acrópolis

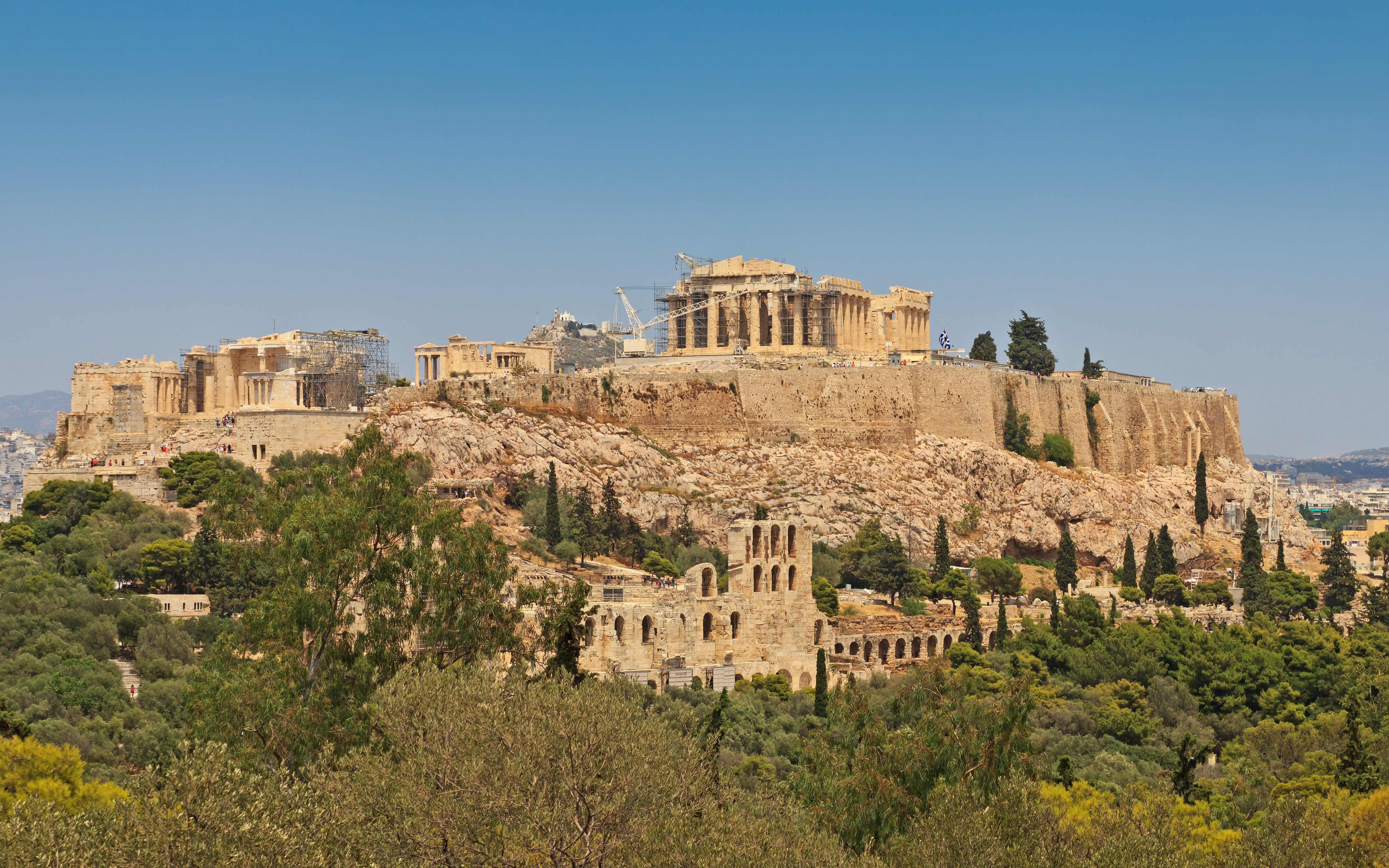
Acrópolis de Atenas.

La palabra acrópolis proviene del griego ἄκρος akros (‘extremo, cima’) y πόλις polis (‘ciudad’), y hace referencia a la parte más alta de una ciudad. Acrópolis también se podría llamar "la ciudad de los vivos" o en griego πόλη των ζωντανών.
En la actualidad se suele restringir el término a la parte más alta de las antiguas polis griegas, aunque también se puede utilizar para ciudades romanas y de otras civilizaciones.
Con la intención de disponer de una mejor defensa, los primitivos pobladores emplazaban sus asentamientos en elevaciones naturales del terreno, preferiblemente con bordes escarpados. Con el tiempo, esta zona elevada se convertía en el núcleo a partir del cual iba desarrollándose el crecimiento urbano. Así nacieron ciudades como Atenas o Esparta, la cual fue resultado de la unificación de siete poblados ubicados en sus respectivas colinas.
Debido a la situación privilegiada, las acrópolis solían albergar los edificios más emblemáticos, como templos, y en ellas se reunían las personalidades de la ciudad o se celebraban actos importantes, los ciudadanos podían refugiarse en ella en caso de peligro.
La acrópolis más conocida es la Acrópolis de Atenas, que incluye el Partenón en honor a la diosa Atenea. Otras acrópolis griegas de renombre son las de la ciudad de Aso (en la actual Turquía) o la de Pérgamo, aunque también son famosas las acrópolis de otras culturas, como la acrópolis de Bratislava o la de Constantinopla.

## Acrópolis importantes
- Acrópolis de Atenas
- Acrocorinto, acrópolis de Corinto.